# برت آلیور
برت آلیور (انگلیسی: Barret Oliver؛ زادهٔ ۲۴ اوت ۱۹۷۳) هنرپیشه و عکاس اهل ایالات متحده آمریکا است.
از فیلم‌هایی که وی در آن نقش داشته است، می‌توان به داستان بی‌پایان، فرنکن‌وینی، پیله، مبارزه در بورلی هیلز و باغ اسرارآمیز اشاره کرد.
وی همچنین برندهٔ جوایزی همچون جایزه ساترن شده است.